# Candé
Candé település Franciaországban, Maine-et-Loire megyében. Lakosainak száma 2815 fő (2022. január 1.). Candé Angrie, Vallons-de-l'Erdre és Val d’Erdre-Auxence községekkel határos.

## Népesség
A település népességének változása:
| Lakosok száma | 2444 | 2653 | 2542 | 2721 | 2916 | 2869 | 2834 | 2824 | 2821 | 2815 |
|               | 1968 | 1982 | 1990 | 2006 | 2013 | 2015 | 2017 | 2019 | 2020 | 2022 |